# Jakob Sigismund von Reinach-Steinbrunn

Wappen der Freiherren von Reinach-Hirtzbach

Joseph Jakob Sigismund von Reinach-Steinbrunn (* 19. August 1683 in Obersteinbrunn, Elsass; † 16. Dezember 1743 in Pruntrut) war 1737 bis 1743 Fürstbischof von Basel.

## Herkunft
Jakob Sigismund wurde als Sohn des Offiziers Johann Jakob Kaspar Sigmund Freiherr von Reinach-Steinbrunn († 1693) und der Maria Salome Lucia von Pfirt († 1721) geboren.

## Ausbildung
Johann Konrad studierte zunächst am Jesuitengymnasium in Pruntrut und von 1703 bis 1705 Philosophie und Theologie am Collegium Germanicum in Rom.

## Karriere
Bereits 1707 wurde er Kapitular und 1717 erhielt er die Priesterweihe. 1726 nahm er die Funktion des Propstes des Basler Domkapitels wahr und 1737 wurde er vom Domkapitel zum Bischof gewählt.

## Der Fürst
Unter Jakob Sigismund flammten die Unruhen im Südjura wieder auf. Nachdem die Eidgenossenschaft und das Reich ihm bei der Niederschlagung nicht nachhaltig helfen wollten bzw. konnten, schloss er 1739 einen Vertrag mit dem französischen König Ludwig XV. zur Zusammenarbeit in Sicherheitsfragen. Frankreich nahm die Gelegenheit gerne wahr sich in ein weiteres Reichsgebiet einzumischen und half 1740 mit Truppen bei der Niederschlagung des Aufstandes. Der Fürstbischof schuf danach ein neues Landrecht für das Unruhegebiet Erguel.